# الحاق ریوکیو

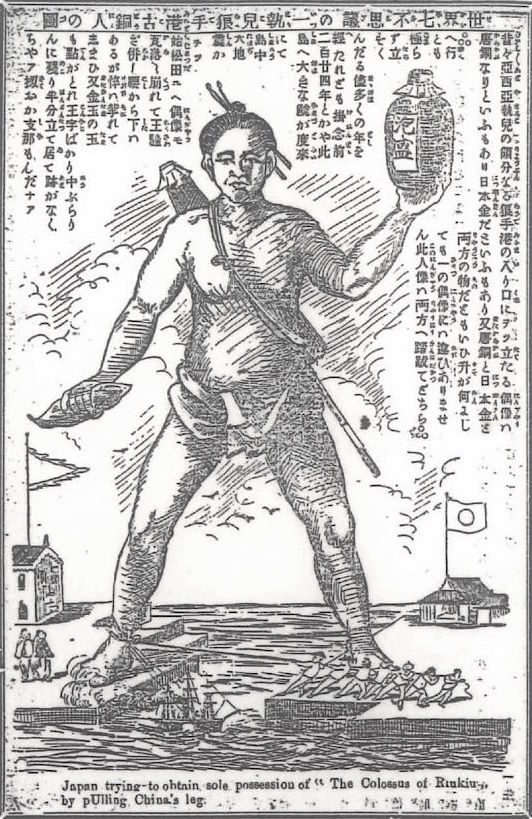
کاریکاتور از مارومارو چینبون ۲۴ مه ۱۸۷۹، با عنوان "ژاپن تلاش می‌کند تا با کشیدن پای چینی "کلوسوس ریوکیو" را در اختیار بگیرد.

انحلال پادشاهی ریوکیو (به ژاپنی: 琉球処分, Ryūkyū shobun), همچنین به عنوان الحاق ریوکیو (به ژاپنی: 琉球併合، Ryūkyū heigō) یا الحاق اوکیناوا, روند سیاسی در سال‌های اولیه دوره میجی بود که شاهد الحاق پادشاهی ریوکیو سابق به امپراتوری ژاپن به عنوان استان اوکیناوا (یعنی یکی از استان‌های ژاپن) و جدا شدن آن از سیستم باج‌گذاری چین بود.
این فرایندها با ایجاد قلمرو ریوکیو در سال ۱۸۷۲ آغاز شد و با الحاق و انحلال نهایی پادشاهی در سال ۱۸۷۹ به اوج خود رسید و در نتیجه مذاکرات با دودمان چینگ با میانجیگری تور جهانی یولیسیز سایمن گرانت، عملاً اواخر سال بعد به پایان رسید. انحلال ریوکیو به‌طور متناوب به عنوان تجاوز، الحاق، اتحاد ملی یا اصلاحات داخلی شناخته شده است.

## پس زمینه
در اوایل دوره ادو، با حمله به ریوکیو، پادشاهی ریوکیو با ژاپنی‌ها قلمرو ساتسوما وارد یک رابطهٔ واسال-سوزراین (ملازم-فرماندار) شد و یک سری مأمور در طی دویست و پنجاه سال بعد به ادو، «دفاکتو» پایتخت شوگون‌سالاری توکوگاوا نیز فرستاد.
در همان زمان، پادشاهی به روابط خراجی خود با دودمان چینگ را توسط پذیرش مأمور و فرستادن مأمور ادامه داد. این وضعیت دوگانه گاهی از طریق یک یوجی‌جوکوگو منعکس می‌شود که به معنای "متعلق به خانواده هر دو نام‌های ژاپن و شینا (واژه)" (日支両属) است. بنابراین وضعیت سیاسی جزایر ریوکیو در مقابل بقیه ژاپن حداقل از سه جهت استثنایی بود: بخشی از هان (ژاپن)، اما نه مستقیم. تحت فرمانروایی پادشاه؛ و منبع روابط دیپلماتیک نیمه خودمختار با قدرت‌های خارجی، علیرغم «ساکوکو» یا سیاست «کشور بسته».
سال‌های پس از بازسازی می‌جی ۱۸۶۸ نه تنها شاهد لغو سیستم هان (موضوع ریوکیو در حال حاضر در صلاحیت استان کاگوشیما) بود، بلکه تلاش‌هایی برای «تثبیت» مرزهای جدی امپراتوری ژاپن نیز انجام شد. با حادثه مودان، کشتار ده‌ها کشتی غرق شده مردم ریوکیو (از جزایر میاکو) در تایوان تحت حکومت چینگ در سال ۱۸۷۱، «مسئله ریوکیو» به منصه ظهور رسید. در ماه مه سال بعد، مذاکرات با چین بر سر این حادثه هنوز ادامه داشت معاون خزانه‌داری اینواوئه کائورو الحاق ریوکیو را پیشنهاد کرد، با این استدلال که آنها مدت‌ها تابع ساتسوما بوده‌اند و اینکه «بازگشت آنها به حوزه قضایی ژاپن» امکان ایجاد «سیستم واحد برای میهن» را فراهم می‌کند.

## وضعیت
در سال جدید ۱۸۷۲، ناراهارا شیگه‌رو و ایجیچی ساداکا به ریوکیو رفتند و در بحث با مقام‌های دربار، موافقت کردند که از بدهی‌های سابق پادشاهی به خاندان شیمازو از ساتسوما چشم پوشی کنند. سپس در ماه ژوئیه، به دولت ریوکیو اطلاع داده شد که باید به خاطر موفقیت بازسازی می‌جی تبریک بفرستد.<ref<ref. name="Uemura"/> شاهزاده آیه و گیوان چوهو به موقع به توکیو اعزام شدند و در اوایل سپتامبر وارد شدند.
ملاقات با امپراتور میجی در روز چهاردهم همان ماه، آنها نامه خود را با امضای پادشاه ریوکیو، شو تای که البته با مشورت وزارت امور خارجه (ژاپن) به "شو تای ریوکیو") اصلاح شده بود ارائه کردند و به سخنرانی امپراتور گوش دادند که در آن به سابقه طولانی وضعیت زیردست ساتسوما اشاره کرد. همچنین وزارت  امور خارجه (ژاپن) سوئه‌جیما تنه‌ئومی یک اعلامیه امپراتوری را خواند که در آن شو تای به پادشاه دامنه ریوکیو (به ژاپنی: 琉球藩王، Ryūkyū Han Ō) (با وجود لغو سیستم هان قبلی) ارتقا پیدا کرده بود. به گفته گریگوری اسمیتز، "به بیان دقیق، ایجاد دامنه ریوکیو شروع "الحاق ریوکیو" بود. این دو هفته بعد با حکم دایجوکان دنبال شد. به موجب آن معاهدات منعقد شده در دهه ۱۸۵۰ بین ریوکیوها و ایالات متحده آمریکا، فرانسه و هلند به توکیو به ارث رسید.
در ماه مه ۱۸۷۴، ژاپن تهاجم ژاپن به تایوان (۱۸۷۴) را راه اندازی کرد. بریتانیا به عنوان میانجی، در حل و فصل صلح ۳۱ اکتبر همان سال، چین نه تنها با پرداخت غرامت موافقت کرد، بلکه ریوکیوها را به عنوان "رعایای ژاپن" (日本国属民) نیز پذیرفت،
واقعیتی که سال بعد توسط گوستاو بواسوناد به عنوان «خوشحال‌ترین نتیجه معاهده» توصیف شد. در همین حال، در ۱۲ ژوئیه ۱۸۷۴، مسئولیت ریوکیوها از وزارت امور خارجه به وزارت امور داخله (ژاپن) منتقل شد.
در نوامبر ۱۸۷۴، دولت ریوکیو مأموریت خراجی به چین را فرستاد که مورد انتقاد وزیر کشور اوکوبو توشیمیچی قرار گرفت، که در گزارشی از تحقیقات تعدادی از مراحل را ارائه کرد. برای رسیدگی به پایبندی دامنه ریوکیو به «قوانین قدیمی قدیمی» و عدم مشاهده «عقل» گرفته شده است، در حالی که مقامات ارشد دامنه به توکیو احضار شدند.
در مارس ۱۸۷۵، دولت ژاپن در مورد «تخصیص» دامنه تصمیم گرفت. مقام وزارت کشور ماتسودا میچییوکی به عنوان مأمور مدیریت انحلال 処分官 منصوب و فرستاده شد. همراه با بیش از هفتاد فرستاده به ریوکیو. در ۱۴ در ژوئیه ورود به قلعه شوری انجام شد، آنها با شاهزاده ناکیجین ملاقات کردند، از جانب شو تای خطری مشاهده نمی‌شد، آنها فهرستی از ۹ خواسته را ارائه کردند: (۱) پایان دادن به اعزام هیئت‌های خراجی و تبریک به چین، و (۲) استقبال از چینی‌ها. فرستادگان در عوض؛ (۳) پذیرش نام عصر ژاپنیها؛ (۴) اعزام سه مقام به توکیو در رابطه با اجرای قانون جدید کیفری. (۵) اصلاح مدیریت دامنه و سلسله مراتب. (۶) اعزام ده یا بیشتر دانشجو به توکیو برای مطالعه؛ (۷) لغو ریوکیو-کان در فوجیان; (۸) بازدید از توکیو توسط پادشاه و (۹) ایجاد یک پادگان ژاپنی.
دولت محلی با اعزام مقام‌ها و دانشجویان و ایجاد ک پادگان حداقل موافقت کرد، در حالی که استفاده «نام عصر ژاپنی»، اصلاحات داخلی (به استناد تفاوت‌های اجتماعی)، و محدودیت حقوق دیپلماتیک را رد کرد. همچنین با معافیت شو تای از سفر به دلیل بیماری نیز موافقت شد.
در ۲۵ سپتامبر، ماتسودا میچییوکی به لغو احتمالی آینده دامنه ریوکیو و استقرار استان اوکیناوا در محل آن اشاره کرد.